# Kaap Crozier
Kaap Crozier is het meest oostelijke punt van Ross op Antarctica. Het werd in 1841 ontdekt tijdens een expeditie van James Clark Ross met de HMS Erebus en de HMS Terror en vernoemd naar Francis Crozier, die de kapitein van het tweede schip was. Kaap Crozier maakt deel uit van een SSSI-gebied dat is gedefinieerd door het SCAR (Scientific Committee for Antarctic Research). Op Kaap Crozier bevindt zich een van de grootste kolonies adeliepinguïns ter wereld, een wat kleinere kolonie keizerspinguïns en een van de grootste kolonies zuidpooljagers. Ook komen er enkele zeldzame korstmossen voor. Op Kaap Crozier bevindt zich tevens de uitgedoofde vulkaan Mount Terror.  

## Geschiedenis
Kaap Crozier werd voor het eerst aangedaan op 22 januari 1902, tijdens de Discovery-expeditie onder leiding van Robert Falcon Scott. Een deel van de bemanning van de RSS Discovery landde iets ten westen van de Kaap, waarna Scott samen met Edward Adrian Wilson en Charles Royds de helling beklom tot aan het punt waar ze het plateau dat later bekend is geworden als het Ross-ijsplateau en een kolonie adeliepinguïns in de ijsvrije omgeving konden zien. Later overwoog Scott om Kaap Crozier als uitgangspunt voor zijn nieuwe expeditie, de Terra Nova-expeditie, te gebruiken, omdat de Terra Nova koos hiervoor uiteindelijk toch de meer noordelijk gelegen Kaap Evans (op McMurdo Sound).
Tussen 27 juni en 2 augustus 1911 probeerde Edward Wilson, met instemming van Scott, samen met Apsley Cherry-Garrard en Henry Robertson Bowers op Kaap Crozier embryologisch onderzoek naar de eieren van de keizerspinguïn te doen. De reis - die Cherry-Garrard later in zijn memoire The Worst Journey in the World in detail heeft beschreven - werd midden in de zuidpoolwinter gemaakt, in het donker en onder extreme weersomstandigheden. Er werden slechts drie eieren verzameld die later zijn tentoongesteld in het Natural History Museum, maar waarvan de wetenschappelijke waarde gering is gebleken.